# وزارت دارایی استونی
وزارت دارایی (انگلیسی: Ministry of Finance) یک وزارت در دولت استونی است که مسئول اجرای سیاست‌های مالیاتی و مالی و تعیین اهداف اقتصادی است.